# Rio Căminul
O Rio Căminul é um rio da Romênia, afluente do Sălaj, localizado no distrito de Satu Mare, Sălaj e Maramureş.